# Viktoriaschule (Darmstadt)

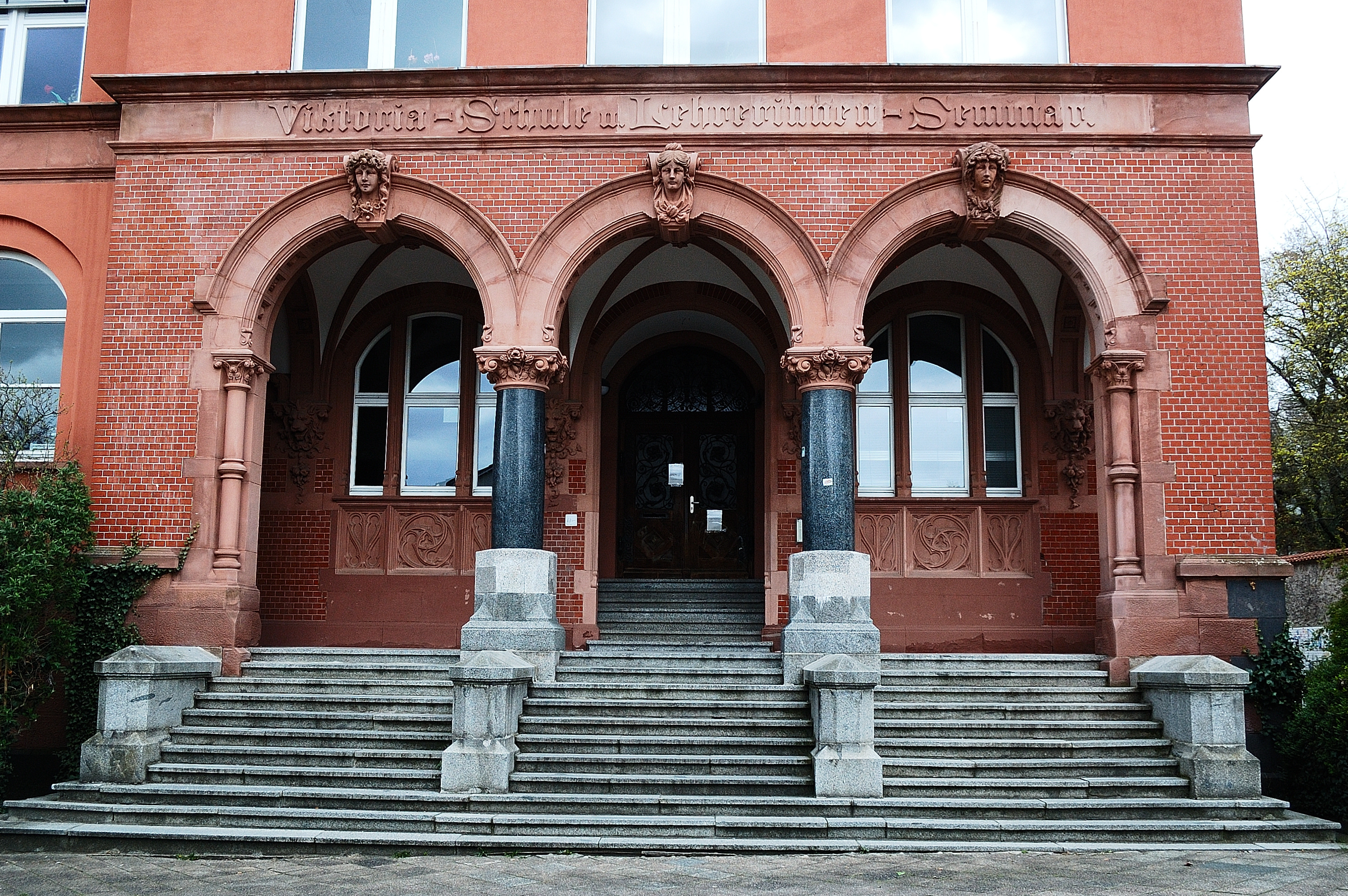
Haupteingang

Die 1829 offiziell gegründete Viktoriaschule ist ein allgemeinbildendes Gymnasium in Darmstadt. Die Schule ging aus der öffentlichen Mädchenschule für Kinder von sieben bis vierzehn Jahren hervor, die seit 1783 existierte.
Die Viktoriaschule wurde bis 1963 als reine Mädchenschule geführt. Allerdings stellen auch heute die Schülerinnen, mit einem Anteil von etwa 60 Prozent, die Mehrzahl der insgesamt etwa 850 Schüler. Für die Schulausbildung sind etwa 75 Lehrkräfte unter der Leitung von Sebastian Schaab verantwortlich.

## Musikalischer Schwerpunkt
Seit dem Schuljahr 2001/2002 ist die Viktoriaschule eine vom Hessischen Kultusministerium anerkannte Schule mit musikalischem Schwerpunkt. Dazu bietet sie in den fünften und sechsten Jahrgangsstufen Bläser- und Streicherklassen und eine pädagogische Mittagsbetreuung an.
In den siebten bis zehnten Jahrgangsstufen gibt es ein zusätzliches Angebot von ein- bis zweistündigen Unterrichtsprojekten, vor allem in den Jahrgangsstufen, in denen laut Stundentafel kein Musikunterricht vorgesehen ist.
In der Oberstufe wird grundsätzlich ein dreistündiger Grundkurs in Musik und ein Leistungskurs in Musik angeboten. In die Angebote ist die Akademie für Tonkunst einbezogen. Die Angebote werden durch eine große Anzahl von Musik-Arbeitsgemeinschaften vervollständigt.

## Geschichte
Die Viktoriaschule, die ihre Geschichte auf eine seit 1782 bestehende Mädchenschule zurückführt, bestand seit 1829 als Höhere Mädchenschule der Stadt Darmstadt. Seit 1884 trägt sie den Namen Viktoriaschule, für den die Prinzessin Ludwig von Battenberg, geb. Prinzessin Viktoria von Hessen die Namensgeberin war.
Von 1877 an konnte an der Viktoriaschule aufgrund schriftlicher Prüfungen ein „Zeugnis der Reife“ erworben werden. Dies war zunächst lediglich als Voraussetzung für den weiterführenden Besuch des ebenfalls an die Viktoriaschule angeschlossenen (Volksschul-)Lehrerinnenseminars gedacht. Durch die Gründung einer sogenannten „Studienanstalt“ zu Ostern 1913 erhielt die Viktoriaschule die nun lateinisch bezeichneten Klassen Obersekunda bis Oberprima. Die ebenfalls neu eingeführte Abschlussprüfung (Maturität) am Ende der Oberprima berechtigte fortan zum Hochschulstudium. 1916 erfolgte die erste Reifeprüfung an der Viktoriaschule.
1898 zog die Schule in ihr bis heute aktuelles Domizil in der Hochstraße im Külpschen Garten. Das Gebäude wurde nach den Entwürfen des Architekten Eugen Beck (* 11. Januar 1866 in Randegg; † 1934) gebaut. Am 15. November 1898 erfolgte die Einweihung der Schule. Neben der Namensgeberin, der Prinzessin Viktoria von Hessen, waren auch Prinz Wilhelm von Preußen und Großherzog Ernst Ludwig von Hessen an der Einweihung beteiligt.
1906 wurde der Viktoriaschule das „Reinecksche Seminar“ angeschlossen, das auch unter dem Namen „Reineck’sche Schule“ bekannt ist. Diese Einrichtung „wurde am 6. Oktober 1851 von dem städtischen Lehrer Johann Heinrich Reineck gegründet und bestand aus den vier ‚untersten‘ Schuljahrsklassen (nach damaliger Zählung von Klasse X-VII). Nach dessen Tod am 11. Februar 1889 wurde die Schule zunächst von dessen Tochter Marie weitergeführt, bis sie am 1. April 1906 von der Stadt Darmstadt übernommen und der Direktion der Viktoriaschule unterstellt wurde. Der Lehrplan wurde jenem der entsprechenden Klassen der Viktoriaschule angepasst, die fünf Lehrerinnen wurden ebenfalls von der Stadt Darmstadt übernommen.“
Das Schulgebäude der Viktoriaschule wurde während des Luftangriffs auf Darmstadt am 11. September 1944 weitestgehend zerstört. Erst im September 1945 wurde der Schulbetrieb, im Schichtunterricht, gemeinsam mit der Eleonorenschule im Gebäude des ehemaligen „Neuen Gymnasiums“ in der Lagerhausstraße, heute Julius-Reiber-Straße, wieder aufgenommen. Der erste Bauabschnitt des teilweise wiederhergestellten Gebäudes in der Hochstraße wurde am 25. Februar 1951 eingeweiht. Vorübergehend wurde das Gebäude zusammen mit dem Ludwigsrealgymnasium, der heutigen Lichtenbergschule, genutzt.
Bis 1957 gliederte sich die Oberstufe in den sprachlichen und den mathematischen Zweig. Dann erhielt die Viktoriaschule als erste Schule in Hessen die Genehmigung zur Einrichtung eines dritten, musischen Zweiges, mit den Hauptfächern Bildende Kunst bzw. Musik. Damit begann an der Viktoriaschule die Koedukation, zunächst nur für die Klassen 11 bis 13, da der musische Zweig auch Jungen aufnahm.

## Bekannte Lehrer und Schüler
- Ruth Wagner (* 1940), ehemalige hessische Ministerin für Wissenschaft und Kunst: 1968–1976 Lehrerin an der Viktoriaschule
- Jorinde Voigt (* 1977), eine deutsche Malerin und Zeichnerin: Abitur 1996
- Helga Keller (1921–2013), deutsch-israelische Filmeditorin und Medienwissenschaftlerin, bis 1935 Schülerin
- Lotte Köhler (1925–2022), Unternehmerin, Psychoanalytikerin, Mäzenin, bis 1943 Schülerin
- Elisabeth Langgässer (1899 – 1950), Schriftstellerin
- Ottilie Rady (1890 – 1987), Kunsthistorikerin und Hochschullehrerin